# عاصمه جهانگیر
عاصمه جیلانی جهانگیر (اردو: عاصمہ جہانگیر، آوانگاری: ʿĀṣimah Jahāṉgīr؛ ۲۷ ژانویه ۱۹۵۲ – ۱۱ فوریه ۲۰۱۸) سیاست‌مدار، حقوق‌دان و فعال حقوق بشر اهل پاکستان بود. جهانگیر در سال ۲۰۱۶ از سوی سازمان ملل گزارشگر ویژه حقوق بشر در امور ایران انتخاب شده بود. او جوایز زیادی را به دلیل فعالیت در زمینه حقوق بشر دریافت کرد از جمله برنده جایزه مارتین انالز شد.
او از معدود گزارشگران ویژه سازمان ملل در امور حقوق بشر به‌شمار می‌رفت که نه سیاستمدار بلکه خود، فعال حقوق بشر بود.

## فعالیت‌ها
عاصمه جهانگیر وکیل ارشد حقوق بشر و فعال لیبرال پاکستانی بود. او از رهبران «جنبش وکلا» در پاکستان بود و در خلال سال‌های ۱۹۸۳ تا ۲۰۰۷ زندانی بوده‌است. او همچنین عضو هیئت امناء گروه بین‌المللی بحران بود، گروهی غیردولتی که بر روی جلوگیری و حل بحران‌های بین‌المللی متمرکز است. او همچنین از بنیانگذاران و دبیر کمیسیون حقوق بشر پاکستان بوده و در سمت دبیرکل و بعدها به عنوان رئیس هیئت مدیره این کمیسیون خدمت کرده‌است. عاصمه جهانگیر زندگی حرفه‌ای خود را صرف حقوق بشر و به ویژه حقوق زنان، حقوق اقلیت‌های مذهبی، و حقوق کودکان در پاکستان کرده‌است. وی به صراحت لهجه در انتقاد از گروه‌های افراط گرای مذهبی مشهور بود.
عاصمه جهانگیر عضو گروه حقیقت‌یاب سازمان ملل در زمینه شهرک‌های اسرائیلی بود و در تیم تحقیقات دربارهٔ نقض حقوق بشر در سریلانکا هم حضور داشت. وی از سال ۱۹۹۸ تا ۲۰۰۴ گزارشگر ویژهٔ سازمان ملل متحد در زمینهٔ اعدام‌های خودسرانه و از سال ۲۰۰۴ تا ۲۰۱۰ گزارشگر ویژه در زمینهٔ آزادی دین یا عقیده بود. جهانگیر در سال ۲۰۱۶ پس از احمد شهید به عنوان گزارشگر ویژه جدید سازمان ملل در امور حقوق بشر ایران انتخاب شد و مسئولیت نظارت بر امور حقوق بشر ایران و ارائه گزارش از آن را بر عهده داشت.

## درگذشت
عاصمه جهانگیر شنبه شب در بیمارستانی در شهر لاهور بستری شده بود، روز یکشنبه ۱۱ فوریه ۲۰۱۸ در اثر نارسائی قلبی در زادگاهش لاهور پاکستان درگذشت.
پیش از این مجله تایم از عاصمه جهانگیر به عنوان یکی از ۱۰۰ زن بانفوذ جهان یاد کرده بود.

## واکنش‌ها
- آنتونیو گوترش دبیرکل سازمان ملل روز یکشنبه ۱۱ فوریه ۲۰۱۸ تاسف خود در مورد درگذشت مدافع برجسته حقوق بشر و گزارشگر ویژه، عاصمه جهانگیر را اظهار داشت. گوترش در یک بیانیه گفت «ما یک شخصیت عظیم حقوق بشر را از دست دادیم».... «عاصمه هوشیار، عمیقاً دارای اصول، شجاع و مهربان بود… او فراموش نخواهد شد».
- دفتر کمیساریای عالی حقوق بشر در مورد درگذشت جهانگیر اظهار تاسف کرد و در حساب رسمی توئیتری خود گفت: «او یک مدافع حقوق بشر بخوبی شناخته شده‌ای بود: پیشگام، مصمم، خونسرد، شجاع و یک انسان دوست داشتنی».[۱۰]